# البابا غريغوري الثاني عشر
البابا غريغوري الثاني عشر (باللاتينية: Gregorius XII; c. 1326 – 18 أكتوبر 1417)، ولد باسم أنجيلو كورارو، أو كورير، كان البابا من ثلاثين نوفمبر 1406 حتى أربعة يوليو 1415 حين أجبر على التقاعد من منصبه لإنهاء مشكلة الانشقاق الغربي. خَلَف البابا إنوسنت السابع، وخلفه البابا مارتن الخامس.

## حياته
وُلد أنجيلو كورارو في حوالي العام 1327 في البندقية من عائلة نبيلة. عُيّن أسقفاً لكاستيلو (أكبر منطقة في مدينة البندقية) مستخلفاً الأسقف نيكولو موروسيني.
في الأول من ديسمبر 1390 أصبح البطريرك الفخري لمدينة القسطنطينية. عُيّن كاردينالاً في الثاني عشر من يونيو 1405 والكاردينال الراهب لسان ماركو بفلورنسا بواسطة البابا إنوسنت السابع.

## الانشقاق الغربي

### مفاوضات لانهاء الانشقاق الغربي
الحبران الاثنان افتتحا مفاوضات حامية للقاء في حلبة محايدة في سافونا في إقليم ليغوريا، لكن سرعان ما بدءا بالترنح بشأن قرارهما. أقرباء البابا غريغوري الثاني عشر في فينيسيا والملك لادسلاو الأول ملك نابولي وخليفته ولأسباب سياسية، اتخذوا شتى الوسائل لمنع المواجهة، وكلا البابوان خشيا من أن يتم القبض عليهما من قِبل أنصار البابا الآخر.
كرادلة البابا غريغوري الثاني عشر أفشوا استيائهم من هذه المناورة ولمّحوا بالتخلي عنه. وفي الرابع من مايو 1408 اجتمع البابا غريغوري بكرادلته في مدينة لوكا، وأمرهم بعدم الخروج منها تحت أي ظرف ولأي سبب كان. حاول غريغوري زيادة عدد أنصاره بجعل أربعة من أبناء إخوته كرادلة، منهم البابا المستقبلي إيجين الرابع، مخالفاً لعهده الذي عقده في الاجتماع السري والذي ينص على عدم تعيين أي كرادلة جدد. غادر سبعة من الكرادلة مدينة لوكا بخفية وتستر ليتفاوضوا مع كرادلة البابا بندكت الثالث عشر المزيف بشأن الاجتماع المنعقد من قبلهم للمجلس العام، وإزاحة كِلا البابوان من منصبهما وانتخاب بابا جديد. وبناءً على هذا فقد تم استدعاء البابوان المتنازعان لمجمع بيزا ودعوتهم للحضور، لكن تم رفض أوامر المجمع من قِبل كِلا البابوان حيث لم يحضر للمجمع أي منهما.
وإبان ذلك، بقي البابا غريغوري الثاني عشر مع حليفه ومعاونه الكوندوتييرو  كارلو الأول مالاتيستا، والذي قدم إلى بيزا شخصياً ليدافع عن سيده. وفي الجلسة الخامسة عشر، الخامس من يونيو 1409، عزل مجمع بيزا البابوان غريوري الثاني عشر وبندكت الثالث عشر المزيف بحكم أنهما منشقان، ومرتدان، ومزوران. وانتخب المجمع البابا الكسندر الخامس لاحقا في نفس الشهر. قام الباب غريغوري والذي عيّن عدداً من الكرادلة الجدد أثناء ذلك بالدعوة إلى اجتماع في مجلس نظير في تشفيدالي ديل فريولي، بالقرب من أكويليا، لكن لم يأتي إلا عدد قليل من الأساقفة للاجتماع. كرادلة البابا غريغوري الثاني عشر قاموا بنعت البابا بندكت الثالث عشر والبابا الكسندر الخامس بأنهما منشقين، ومرتدين، ومخربين للكنيسة، ولكن لم يتم الالتفات لتصاريحهم.

### حل وتسوية مشكلة الانشقاق الغربي
أخيرا، أوجد مجمع كونستانس حلاً لهذا الوضع. وقام غريغوري بتعيين حليفه المخلص كارلو مالاتيستا وكاردينال راغوزا جيوفاني دومونيسي وكلاءً عنه. لاحقاً قام الكاردينال بعقد المجلس وتفويض قوانينه، وهكذا تم حفظ صيغة السيادة البابوية.
وفي الرابع من يوليو قام الكوندوتييرو مالاتيستا بالنيابة عن البابا غريغوري الثاني عشر بإعلان استقالته، وحظيَ هذا الإعلان بموافقة وقبول الكرادلة. ووفقاً للإتفاقية السابقة، قرروا الاحتفاظ بجميع الكرادلة الذين تم تعيينهم من قِبل غريغوري الثاني عشر، مما نال رضى حاشيته. وتم تعيين البابا غريغوري أسقفاً لفراسكاتي، وعميد كلية الكرادلة، والسماح له بالإقامة الدائمة في أنكونا. ثم قام المجمع بتنحية البابا المزيف يوحنا الثالث والعشرين خليفة الكسندر الخامس (1410-1415) جانباً. وبعد أن ظهر التابع للبابا بندكت الثالث عشر، أعلن المجمع خلعه، وهكذا انتهت مشكلة الانشقاق الغربي. ولم يجري انتخاب الحبر الروماني الجديد البابا مارتن الخامس حتى موت البابا غريغوري الثاني عشر. ولذلك، فقد بقي المقعد البابوي شاغراً لقرابة السنتين.

## التقاعد
استقال البابا غريغوري الثاني عشر من منصبه، حيث قضى ماتبقى من عمره في أنكونا بسلام وغياب تام. وكان آخر بابا يستقيل من منصبه، قبل أن يأتي البابا بندكت السادس عشر بعده بقرابة الست مئة سنة ليستقيل في الثامن والعشرين من فبراير 2013.